# Ilongot
L’ilongot (ou bugkalot) est une langue austronésienne parlée dans les provinces de Nueva Vizcaya et de Quirino, situées dans le centre de l'île de Luzon, aux Philippines.

## Classification
L’ilongot est une langue malayo-polynésienne occidentale qui appartient au sous-groupe des langues luzon du Nord, rattaché au groupe des langues philippines
L'ilongot est proche de l'ibaloy, du karao et du pangasinan.

## Sources
- (en) Himes, Ronald S., The Southern Cordilleran Group of Philippine Languages, Oceanic Linguistics, 37:1, 1998, p.120-177.